# Huarmaca (distrito)
Huarmaca é um distrito do Peru, departamento de Piura, localizada na província de Huancabamba.

## Transporte
O distrito de Huarmaca é servido pela seguinte rodovia:
- PI-108, que liga a cidade ao distrito de San Miguel de El Faique
- PE-4B, que liga a cidade ao distrito de Olmos (Região de Lambayeque)
- PE-3N, que liga o distrito de La Oroya (Região de Junín) à Puerto Vado Grande (Fronteira Equador-Peru) no distrito de Ayabaca (Região de Piura)[1][2][3]